# Nästjärnen (Ovanåkers socken, Hälsingland)
Nästjärnen är en sjö i Ovanåkers kommun i Hälsingland och ingår i Ljusnans huvudavrinningsområde. Sjön har en area på 0,0501 kvadratkilometer och ligger 154 meter över havet.
Nästjärnen ligger i Sässmanområdet Natura 2000-område.

## Delavrinningsområde
Nästjärnen ingår i det delavrinningsområde (680810-150309) som SMHI kallar för Ovan None. Medelhöjden är 182 meter över havet och ytan är 2,66 kvadratkilometer. Räknas de 365 avrinningsområdena uppströms in blir den ackumulerade arean 2 612,68 kvadratkilometer. Voxnan som avvattnar avrinningsområdet har biflödesordning 2, vilket innebär att vattnet flödar genom totalt 2 vattendrag innan det når havet efter 89 kilometer. Avrinningsområdet består mestadels av skog (36 procent), öppen mark (19 procent) och jordbruk (34 procent). Avrinningsområdet har 0,05 kvadratkilometer vattenytor vilket ger det en sjöprocent på 1,9 procent. Bebyggelsen i området täcker en yta av 0,15 kvadratkilometer eller 6 procent av avrinningsområdet.